# Brandenburg
Brandenburg este un land în Germania situat în estul țării, fiind unul dintre landurile noi create în 1990 după Reunificarea Germaniei.

## Administrație
Brandenburg este divizat în 14 districte rurale (Landkreis),
| 1. Barnim 2. Dahme-Spreewald 3. Elbe-Elster 4. Havelland 5. Märkisch-Oderland 6. Oberhavel 7. Oberspreewald-Lausitz | 1. Oder-Spree 2. Ostprignitz-Ruppin 3. Potsdam-Mittelmark 4. Prignitz 5. Spree-Neiße 6. Teltow-Fläming 7. Uckermark |

și patru districte urbane (kreisfreie Stadt),
1. Brandenburg an der Havel
2. Cottbus
3. Frankfurt (Oder)
4. Potsdam.

Pata albă din mijlocul landului Brandenburg este landul-oraș Berlin, capitala Germaniei.